# Benz 24/40 PS
Der Benz 24/40 PS war eine Weiterentwicklung des Benz 35/40 PS.
Der Wagen war mit einem Vierzylinder-Reihenmotor mit 6105 cm³ Hubraum ausgestattet, der 40 PS (29 kW) bei 1400 min−1 entwickelte. Die Motorkraft wurde über eine Lederkonuskupplung an ein Vierganggetriebe weitergeleitet und von dort je nach Wunsch des Kunden über Ketten oder eine Kardanwelle an die Hinterräder. Die Höchstgeschwindigkeit lag bei 80 km/h, der Benzinverbrauch bei 23 l / 100 km.
Das blattgefederte Fahrgestell mit Holzspeichenrädern und Luftreifen kostete  ℳ 16.000,--. Der Kettenantrieb kostete ℳ 1.000,-- Aufpreis.

## Quelle
- Werner Oswald: Mercedes-Benz Personenwagen 1886–1986. 4. Auflage. Motorbuch Verlag Stuttgart (1987). ISBN 3-613-01133-6, S. 44–45